# 2010年香川県知事選挙
2010年香川県知事選挙（にせんじゅうねん かがわけんちじせんきょ）は、2010年8月29日に執行された香川県知事選挙である。

## 概要
この選挙は2010年9月4日の任期満了に伴うもので、香川県の執行機関である香川県知事を選出するために行われた選挙である。3期務めた現職の真鍋武紀が引退を表明しているため12年ぶりに新人同士の争いとなった。8月12日の告示日までに3人が立候補した。同選挙のイメージキャラクターには松本明子を起用。同選挙は低投票率が続いており、今回初めて芸能人を使った啓発活動を行うことになり同県出身の松本が選ばれた。
元財務相局次長で無所属新人の浜田恵造が当選した。投票率は36.92％（前回:35.83％）と、前回を上回ったものの有権者の関心は低かった。

## 立候補者
届け出順。
| 候補者名 （）内は通称    | 年齢 | 性別 | 所属党派   | 新現元別 | 備考             |
| ------------------------ | ---- | ---- | ---------- | -------- | ---------------- |
| 松原昭夫                 | 54   | 男   | 日本共産党 | 新       | 党県委員長。     |
| 渡辺智子（渡辺さと子）   | 56   | 女   | 無所属     | 新       | 前香川県会議員。 |
| 浜田恵造（浜田けいぞう） | 58   | 男   | 無所属     | 新       | 元財務省局次長。 |

### 選挙結果
知事選選挙人登録者数は82万9553人、当日有権者数は82万1200人と予想され前回の推計より5320人減少した。期日前投票者数は同年8月27日時点で4万2764人で前回より2万2002人増加で、全ての市町村で増加した。期日前投票者数は高松市の1万5594人が最多であったが、先月に執行された第22回参議院議員通常選挙の同時期と比較すると3万8589人減少した。得票率は小数点第3位以下を四捨五入しており、出典は同県選管から。
※当日有権者数：821,200人 最終投票率：36.92%（前回比：+1.9pts）
| 候補者名                 | 年齢 | 所属党派   | 新旧別 | 得票数    | 得票率 | 推薦・支持                          |
| ------------------------ | ---- | ---------- | ------ | --------- | ------ | ----------------------------------- |
| 浜田恵造（浜田けいぞう） | 58   | 無所属     | 新     | 163,583票 | 54.87% | 支援…民主党、自民党、公明党、社民党 |
| 渡辺智子（渡辺さと子）   | 56   | 無所属     | 新     | 111,646票 | 37.45% |                                     |
| 松原昭夫                 | 54   | 日本共産党 | 新     | 22,895票  | 7.68%  |                                     |